# HD 33875
HD 33875 ( eller HR 1700) är en ensam stjärna i den norra delen av stjärnbilden Taffelberget, som också har Bayer-beteckningen 20 G Mensae. Den har en skenbar magnitud av ca 6,26 och är mycket svagt synlig för blotta ögat där ljusföroreningar ej förekommer. Baserat på parallax enligt Gaia Data Release 2 på ca 7,7 mas, beräknas den befinna sig på ett avstånd på ca 421 ljusår (ca 129 parsek) från solen. Den rör sig bort från solen med en heliocentrisk radialhastighet på ca 8 km/s.

## Egenskaper
HD 33875 är en vit till blå stjärna i huvudserien av spektralklass A1 V  eller A0 V. Den har en massa som är ca 2,4 solmassor, en radie som är ca 2,8 solradier och har ca 49 gånger solens utstrålning av energi från dess fotosfär vid en effektiv temperatur av ca 9 400 K.